# Billy Markus
Billy Markus (* 1983) ist ein US-amerikanischer Softwareentwickler und Gründer der Kryptowährung Dogecoin.

## Leben
2013 stieß Markus auf Jackson Palmers Dogecoin-Ideen und programmierte dafür einige Parameter. Jackson Palmer war zu diesem Zeitpunkt Softwareentwickler bei Adobe. Kurz darauf veröffentlichten sie die von ihnen geschaffene Kryptowährung Dogecoin. Diese war ursprünglich als Parodie auf den Bitcoin gedacht, entwickelte sich aber unerwartet zu einer am Aktienmarkt gefragten digitalen Währung. 2013 arbeitete Markus als Programmierer bei IBM von Portland, Oregon aus. Ziel der Entwickler war es Neugierige auf eine spielerische Art und Weise an das Internetgeld und seine Funktionsweisen heranzuführen. Es war nach Markus zufolge ein Hobbyprojekt. Markus und Palmer versahen die Währung mit einer einfacheren Verschlüsselung, als Bitcoin sie hat, wodurch Transaktionen schneller abgewickelt werden können. 2015 verließen Markus  und sein Mitgründer Palmer Dogecoin. Eigener Aussage zufolge wurde er entlassen. In diesem Jahr verkaufte und verschenkte er seine Kryptowährung. Ein DOGE war damals 0,002 Dollar wert. Der Erlös reichte für den Kauf eines gebrauchten Honda Civic.
Den Grund für den plötzlichen Erfolg der Kryptowährung im Jahr 2021 sieht Markus darin, dass sie ein Barometer dafür ist, wie weit sich die Dinge von der Realität entfernen können. Auch entscheiden der Markt und der Käufer über den Wert.
Aktuell arbeitet Markus in einem Bildungsunternehmen als Programmierer in der Nähe von San Francisco.

## Wohltätigkeit
Markus begann die Bewegung #DoOnlyGoodEveryday (DOGE).
Er sponserte mit Dogecoin das jamaikanische Bobschlittenteam für die olympischen Spiele in Sotschi und baute Brunnen in Afrika.